# Vranovac (miasto Jagodina)
Vranovac (cyr. Врановац) – wieś w Serbii, w okręgu pomorawskim, w mieście Jagodina. W 2011 roku liczyła 137 mieszkańców.